# Copa Mundial Femenina de Fútbol Sub-17
La Copa Mundial Femenina de Fútbol Sub-17 es un torneo internacional organizado por FIFA, que se celebraba cada dos años desde 2008, jugándose por primera vez en Nueva Zelanda.
Este torneo está creado para fomentar el fútbol femenino, y llevarlo al mismo nivel del fútbol masculino. A partir de la edición de 2025, la Copa Mundial Femenina de Fútbol Sub-17 se juega anualmente.

## Clasificación
A partir de la edición de 2025 participan 24 equipos. A excepción del país anfitrión, los 23 equipos restantes participan en un proceso clasificatorio dentro de cada una de las confederaciones continentales, las cuales organizan diversos torneos juveniles femeninos La distribución de los cupos por confederación es la siguiente:
| Confederación | Eliminatoria                                  | Plazas   |
| ------------- | --------------------------------------------- | -------- |
| AFC           | Campeonato Sub-16 femenino de la AFC          | 4 plazas |
| CAF           | Campeonato femenino sub-17 de la CAF          | 4 plazas |
| Concacaf      | Campeonato Femenino Sub-17 de la Concacaf     | 4 plazas |
| CONMEBOL      | Campeonato Sudamericano Femenino Sub-17       | 4 plazas |
| OFC           | Campeonato femenino Sub-17 de la OFC          | 2 plazas |
| UEFA          | Campeonato Europeo Femenino Sub-17 de la UEFA | 5 plazas |

## Resultados
| Año          | Sede                 | Campeón                               | Final Resultado                       | Segundo lugar                         | Tercer lugar                          | Resultado                             | Cuarto lugar                          |                                       |
| ------------ | -------------------- | ------------------------------------- | ------------------------------------- | ------------------------------------- | ------------------------------------- | ------------------------------------- | ------------------------------------- | ------------------------------------- |
| 2008 Detalle | Nueva Zelanda        | Corea del Norte                       | 2:1                                   | Estados Unidos                        | Alemania                              | 3:0                                   | Inglaterra                            |                                       |
| 2010 Detalle | Trinidad y Tobago    | Corea del Sur                         | 3:3 5:4 pen.                          | Japón                                 | España                                | 1:0                                   | Corea del Norte                       |                                       |
| 2012 Detalle | Azerbaiyán           | Francia                               | 1:1 7:6 pen.                          | Corea del Norte                       | Ghana                                 | 1:0                                   | Alemania                              |                                       |
| 2014 Detalle | Costa Rica           | Japón                                 | 2:0                                   | España                                | Italia                                | 4:4 2:0 pen.                          | Venezuela                             |                                       |
| 2016 Detalle | Jordania             | Corea del Norte                       | 0:0 5:4 pen.                          | Japón                                 | España                                | 4:0                                   | Venezuela                             |                                       |
| 2018 Detalle | Uruguay              | España                                | 2:1                                   | México                                | Nueva Zelanda                         | 2:1                                   | Canadá                                |                                       |
| 2020 Detalle | India                | Cancelado por la pandemia de COVID-19 | Cancelado por la pandemia de COVID-19 | Cancelado por la pandemia de COVID-19 | Cancelado por la pandemia de COVID-19 | Cancelado por la pandemia de COVID-19 | Cancelado por la pandemia de COVID-19 | Cancelado por la pandemia de COVID-19 |
| 2022 Detalle | India                | España                                | 1:0                                   | Colombia                              | Nigeria                               | 3:3 3:2 pen.                          | Alemania                              |                                       |
| 2024 Detalle | República Dominicana | Corea del Norte                       | 1:1 4:3 pen.                          | España                                | Estados Unidos                        | 3:0                                   | Inglaterra                            |                                       |
| 2025 Detalle | Marruecos            | Por disputar                          | Por disputar                          | Por disputar                          | Por disputar                          | Por disputar                          | Por disputar                          |                                       |

### Anfitrión por confederación

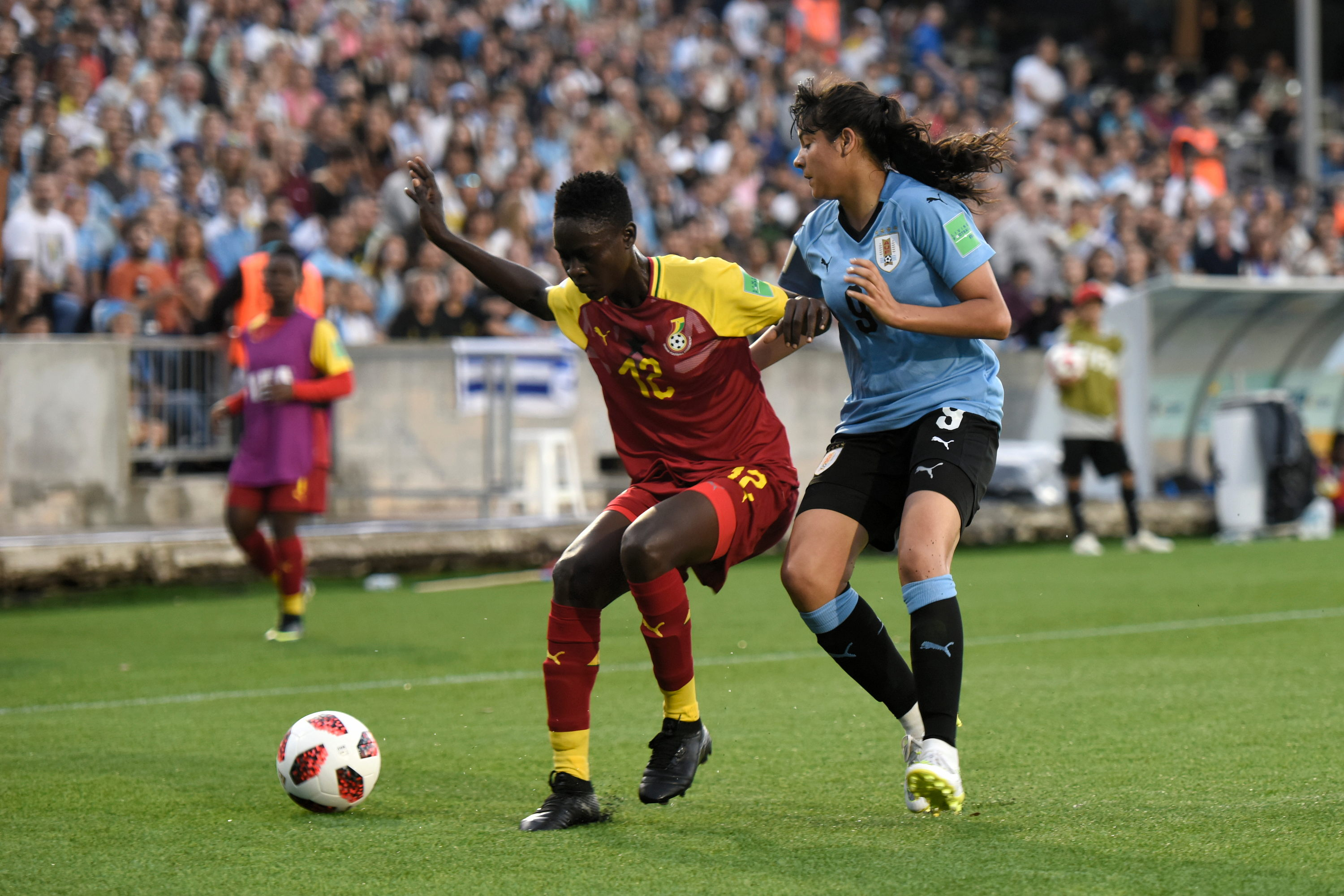
Partido inaugural de la Copa 2018, Uruguay-Ghana

- Partido inaugural de la Copa 2018, Uruguay-GhanaActualizado a la edición de 2025.

| Confederación                            | Sedes |
| ---------------------------------------- | ----- |
| AFC (Asia)                               | 2     |
| Concacaf (Norte, Centroamérica y Caribe) | 3     |
| OFC (Oceanía)                            | 1     |
| CAF (África)                             | 1     |
| UEFA (Europa)                            | 1     |
| CONMEBOL (Sudamérica)                    | 1     |

### Equipos
- Actualizado a la edición de República Dominicana 2024.

La lista a continuación muestra a los 16 equipos que han estado entre los cuatro mejores de alguna edición del torneo.
| Equipo          | Campeón              | Subcampeón     | Tercer lugar   | Cuarto lugar   |
| --------------- | -------------------- | -------------- | -------------- | -------------- |
| Corea del Norte | 3 (2008, 2016, 2024) | 1 (2012)       |                | 1 (2010)       |
| España          | 2 (2018, 2022)       | 2 (2014, 2024) | 2 (2010, 2016) |                |
| Japón           | 1 (2014)             | 2 (2010, 2016) |                |                |
| Corea del Sur   | 1 (2010)             |                |                |                |
| Francia         | 1 (2012)             |                |                |                |
| Estados Unidos  |                      | 1 (2008)       | 1 (2024)       |                |
| México          |                      | 1 (2018)       |                |                |
| Colombia        |                      | 1 (2022)       |                |                |
| Alemania        |                      |                | 1 (2008)       | 2 (2012, 2022) |
| Ghana           |                      |                | 1 (2012)       |                |
| Italia          |                      |                | 1 (2014)       |                |
| Nueva Zelanda   |                      |                | 1 (2018)       |                |
| Nigeria         |                      |                | 1 (2022)       |                |
| Venezuela       |                      |                |                | 2 (2014, 2016) |
| Inglaterra      |                      |                |                | 2 (2008, 2024) |
| Canadá          |                      |                |                | 1 (2018)       |

### Títulos por confederación
- Actualizado República Dominicana 2024.

| Confederación | Títulos |
| ------------- | ------- |
| AFC (Asia)    | 5       |
| UEFA (Europa) | 3       |

## Tabla estadística
- Actualizado a la edición de República Dominicana 2024.

|      | Equipo               | PM | Resultados | Resultados | Resultados | Resultados | Resultados | Resultados | Resultados | Resultados | Resultados | Participación | Participación | Participación | Participación | Participación | Participación | Participación | Participación |
| Pts. | Equipo               | PM | PJ         | PG         | PE         | PP         | GF         | GC         | Dif.       | Rnd        | 08         | 10            | 12            | 14            | 16            | 18            | 22            | 24            |               |
| ---- | -------------------- | -- | ---------- | ---------- | ---------- | ---------- | ---------- | ---------- | ---------- | ---------- | ---------- | ------------- | ------------- | ------------- | ------------- | ------------- | ------------- | ------------- | ------------- |
| 1.°  | Japón                | 8  | 89         | 38         | 27         | 8          | 3          | 125        | 28         | +97        | 78,07 %    | 5.°           |               | 5.°           |               |               | 7.°           | 5.°           | 6.°           |
| 2.°  | España               | 6  | 85         | 36         | 27         | 4          | 5          | 84         | 25         | +59        | 78,70 %    |               |               |               |               |               |               |               |               |
| 3.°  | Corea del Norte      | 7  | 76         | 37         | 22         | 10         | 5          | 78         | 34         | +42        | 68,46 %    |               | 4.°           |               | 9.°           |               | 6.°           |               |               |
| 4.°  | Alemania             | 7  | 59         | 33         | 18         | 5          | 10         | 84         | 36         | +48        | 56,79 %    |               | 5.°           | 4.°           | 12.°          | 6.°           | 8.°           | 4.°           |               |
| 5.°  | Nigeria              | 7  | 49         | 28         | 14         | 7          | 7          | 61         | 33         | +28        | 58,33 %    | 9.°           | 6.°           | 6.°           | 5.°           | 13.°          |               |               | 5.°           |
| 6.°  | Ghana                | 6  | 42         | 24         | 13         | 3          | 8          | 37         | 27         | +10        | 58,33 %    | 9.°           | 11.°          |               | 6.°           | 7.°           | 5.°           |               |               |
| 7.°  | Estados Unidos       | 6  | 41         | 25         | 12         | 5          | 8          | 59         | 30         | +29        | 54,66 %    |               |               | 9.°           |               | 10.°          | 11.°          | 6.°           |               |
| 8.°  | Canadá               | 7  | 35         | 27         | 9          | 8          | 10         | 28         | 36         | -8         | 45,83 %    | 7.°           | 10.°          | 7.°           | 8.°           | 9.°           | 4.°           | 13.°          |               |
| 9.°  | México               | 7  | 31         | 26         | 9          | 4          | 13         | 39         | 52         | -13        | 39,74 %    |               | 13.°          | 12.°          | 7.°           | 5.°           |               | 9.°           | 15.°          |
| 10.° | Brasil               | 7  | 31         | 24         | 9          | 4          | 11         | 29         | 31         | -2         | 43,05 %    | 14.°          | 8.°           | 8.°           |               | 11.°          | 9.°           | 7.°           | 9.°           |
| 11.° | Venezuela            | 3  | 25         | 15         | 8          | 1          | 6          | 26         | 30         | -4         | 55,56 %    |               | 12.°          |               | 4.°           | 4.°           |               |               |               |
| 12.° | Corea del Sur        | 4  | 21         | 16         | 6          | 3          | 7          | 28         | 39         | -11        | 43,75 %    | 6.°           |               |               |               |               | 15.°          |               | 14.°          |
| 13.° | Inglaterra           | 3  | 19         | 16         | 5          | 4          | 7          | 20         | 31         | -11        | 39,58 %    | 4.°           |               |               |               | 8.°           |               |               | 4.°           |
| 14.° | Colombia             | 6  | 18         | 21         | 4          | 6          | 11         | 20         | 31         | -11        | 28,53 %    | 13.°          |               | 11.°          | 16.°          |               | 12.°          |               | 11.°          |
| 15.° | Nueva Zelanda        | 8  | 18         | 27         | 5          | 3          | 19         | 25         | 63         | -38        | 22,22 %    | 12.°          | 14.°          | 13.°          | 13.°          | 12.°          |               | 15.°          | 13.°          |
| 16.° | Francia              | 3  | 15         | 12         | 3          | 6          | 3          | 24         | 19         | +5         | 51,85 %    | 11.°          |               |               |               |               |               | 14.°          |               |
| 17.° | China                | 3  | 10         | 9          | 3          | 1          | 5          | 11         | 14         | -3         | 38,89 %    |               |               | 10.°          | 10.°          |               |               | 11.°          |               |
| 18.° | Italia               | 1  | 8          | 6          | 2          | 2          | 2          | 9          | 9          | 0          | 44,44 %    |               |               |               |               |               |               |               |               |
| 19.° | Irlanda              | 2  | 6          | 4          | 2          | 0          | 2          | 6          | 4          | +2         | 50,00 %    |               | 7.°           |               |               |               |               |               |               |
| 20.° | Ecuador              | 1  | 6          | 4          | 2          | 0          | 2          | 6          | 9          | -3         | 50,00 %    |               |               |               |               |               |               |               | 7.°           |
| 21.° | Polonia              | 1  | 5          | 4          | 1          | 2          | 1          | 2          | 1          | 1          | 41,67 %    |               |               |               |               |               |               |               | 8.°           |
| 22.° | Dinamarca            | 1  | 5          | 4          | 1          | 2          | 1          | 3          | 6          | -3         | 41,67 %    | 8.°           |               |               |               |               |               |               |               |
| 23.° | Tanzania             | 1  | 4          | 4          | 1          | 1          | 2          | 3          | 9          | -6         | 33,33 %    |               |               |               |               |               |               | 8.°           |               |
| 24.° | Trinidad y Tobago    | 1  | 3          | 3          | 1          | 0          | 2          | 3          | 4          | -1         | 33,33 %    |               | 9.°           |               |               |               |               |               |               |
| 25.° | Marruecos            | 1  | 3          | 3          | 1          | 0          | 2          | 3          | 5          | -2         | 33,33 %    |               |               |               |               |               |               | 10.°          |               |
| 26.° | Camerún              | 2  | 3          | 6          | 1          | 0          | 5          | 5          | 12         | -7         | 16,67 %    |               |               |               |               | 14.°          | 10.°          |               |               |
| 27.° | Kenia                | 1  | 3          | 3          | 1          | 0          | 2          | 2          | 6          | -4         | 33,33 %    |               |               |               |               |               |               |               | 10.°          |
| 28.° | Zambia               | 2  | 3          | 6          | 1          | 0          | 5          | 3          | 14         | -11        | 16,66 %    |               |               |               | 11.°          |               |               |               | 16.°          |
| 29.° | Chile                | 2  | 3          | 6          | 1          | 0          | 5          | 5          | 19         | -14        | 00,00 %    |               | 15.°          |               |               |               |               | 12.°          |               |
| 30.° | Finlandia            | 1  | 1          | 3          | 0          | 1          | 2          | 2          | 5          | -3         | 11,11 %    |               |               |               |               |               | 13.°          |               |               |
| 31.° | República Dominicana | 1  | 1          | 3          | 0          | 1          | 2          | 1          | 4          | -3         | 11,11 %    |               |               |               |               |               |               |               | 12.°          |
| 32.° | Uruguay              | 2  | 1          | 6          | 0          | 1          | 5          | 4          | 22         | -18        | 5,55 %     |               |               | 14.°          |               |               | 14.°          |               |               |
| 33.° | Sudáfrica            | 2  | 1          | 6          | 0          | 1          | 5          | 3          | 27         | -24        | 5,55 %     |               | 16.°          |               |               |               | 16.°          |               |               |
| 34.° | Paraguay             | 3  | 1          | 9          | 0          | 1          | 8          | 8          | 46         | -38        | 3,70 %     | 16.°          |               |               | 14.°          | 15.°          |               |               |               |
| 35.° | Costa Rica           | 2  | 0          | 6          | 0          | 0          | 6          | 2          | 14         | -12        | 00,00 %    | 15.°          |               |               | 15.°          |               |               |               |               |
| 36.° | Jordania             | 1  | 0          | 3          | 0          | 0          | 3          | 1          | 15         | -14        | 00,00 %    |               |               |               |               | 16.°          |               |               |               |
| 37.° | Azerbaiyán           | 1  | 0          | 3          | 0          | 0          | 3          | 0          | 16         | -16        | 00,00 %    |               |               | 15.°          |               |               |               |               |               |
| 38.° | India                | 1  | 0          | 3          | 0          | 0          | 3          | 0          | 16         | -16        | 00,00 %    |               |               |               |               |               |               | 16.°          |               |
| 39.° | Gambia               | 1  | 0          | 3          | 0          | 0          | 3          | 2          | 27         | -25        | 00,00 %    |               |               | 16.°          |               |               |               |               |               |

## Premios

### Goleadoras (Bota de Oro)
| Copa Mundial              | Goleadora                         | Equipo          | Goles |
| ------------------------- | --------------------------------- | --------------- | ----- |
| Nueva Zelanda 2008        | Dzsenifer Marozsán                | Alemania        | 6     |
| Trinidad y Tobago 2010    | Yeo Min-ji                        | Corea del Sur   | 8     |
| Azerbaiyán 2012           | Ri Un Sim                         | Corea del Norte | 8     |
| Costa Rica 2014           | Deyna Castellanos Gabriela García | Venezuela       | 6     |
| Jordania 2016             | Lorena Navarro                    | España          | 8     |
| Uruguay 2018              | Mukarama Abdulai                  | Ghana           | 7     |
| India 2022                | Loreen Bender                     | Alemania        | 4     |
| República Dominicana 2024 | Pau Comendador                    | España          | 5     |

### Mejor jugadora (Balón de Oro)
| Copa Mundial              | Ganadora            | Equipo          |
| ------------------------- | ------------------- | --------------- |
| Nueva Zelanda 2008        | Mana Iwabuchi       | Japón           |
| Trinidad y Tobago 2010    | Yeo Min-ji          | Corea del Sur   |
| Azerbaiyán 2012           | Griedge Mbock Bathy | Francia         |
| Costa Rica 2014           | Hina Sugita         | Japón           |
| Jordania 2016             | Fuka Nagano         | Japón           |
| Uruguay 2018              | Claudia Pina        | España          |
| India 2022                | Vicky López         | España          |
| República Dominicana 2024 | Jon Il-chong        | Corea del Norte |

### Guante de Oro
| Copa Mundial              | Ganadora         | Equipo         |
| ------------------------- | ---------------- | -------------- |
| Nueva Zelanda 2008        | Taylor Vancil    | Estados Unidos |
| Trinidad y Tobago 2010    | Dolores Gallardo | España         |
| Azerbaiyán 2012           | Romane Bruneau   | Francia        |
| Costa Rica 2014           | Mamiko Matsumoto | Japón          |
| Jordania 2016             | Noelia Ramos     | España         |
| Uruguay 2018              | Catalina Coll    | España         |
| India 2022                | Sofía Fuente     | España         |
| República Dominicana 2024 | Evan O'Steen     | Estados Unidos |

### Premio al juego limpio
| Copa Mundial              | Equipo   |
| ------------------------- | -------- |
| Nueva Zelanda 2008        | Alemania |
| Trinidad y Tobago 2010    | Alemania |
| Azerbaiyán 2012           | Japón    |
| Costa Rica 2014           | Japón    |
| Jordania 2016             | Japón    |
| Uruguay 2018              | Japón    |
| India 2022                | Japón    |
| República Dominicana 2024 | Nigeria  |

### Gol del Torneo
| Copa Mundial              | Equipo        | Autora              | Equipo Contrario     |
| ------------------------- | ------------- | ------------------- | -------------------- |
| Nueva Zelanda 2008        | Inglaterra    | Isobel Christiansen | Japón                |
| Trinidad y Tobago 2010    | Corea del Sur | Yeo Min-ji          | Nigeria              |
| Azerbaiyán 2012           | Brasil        | Byanca              | México               |
| Costa Rica 2014           | México        | Janae González      | Colombia             |
| Jordania 2016             | Venezuela     | Deyna Castellanos   | Camerún              |
| Uruguay 2018              | Uruguay       | Esperanza Pizarro   | Finlandia            |
| República Dominicana 2024 | Nigeria       | Shakirat Moshood    | República Dominicana |